# James Scott

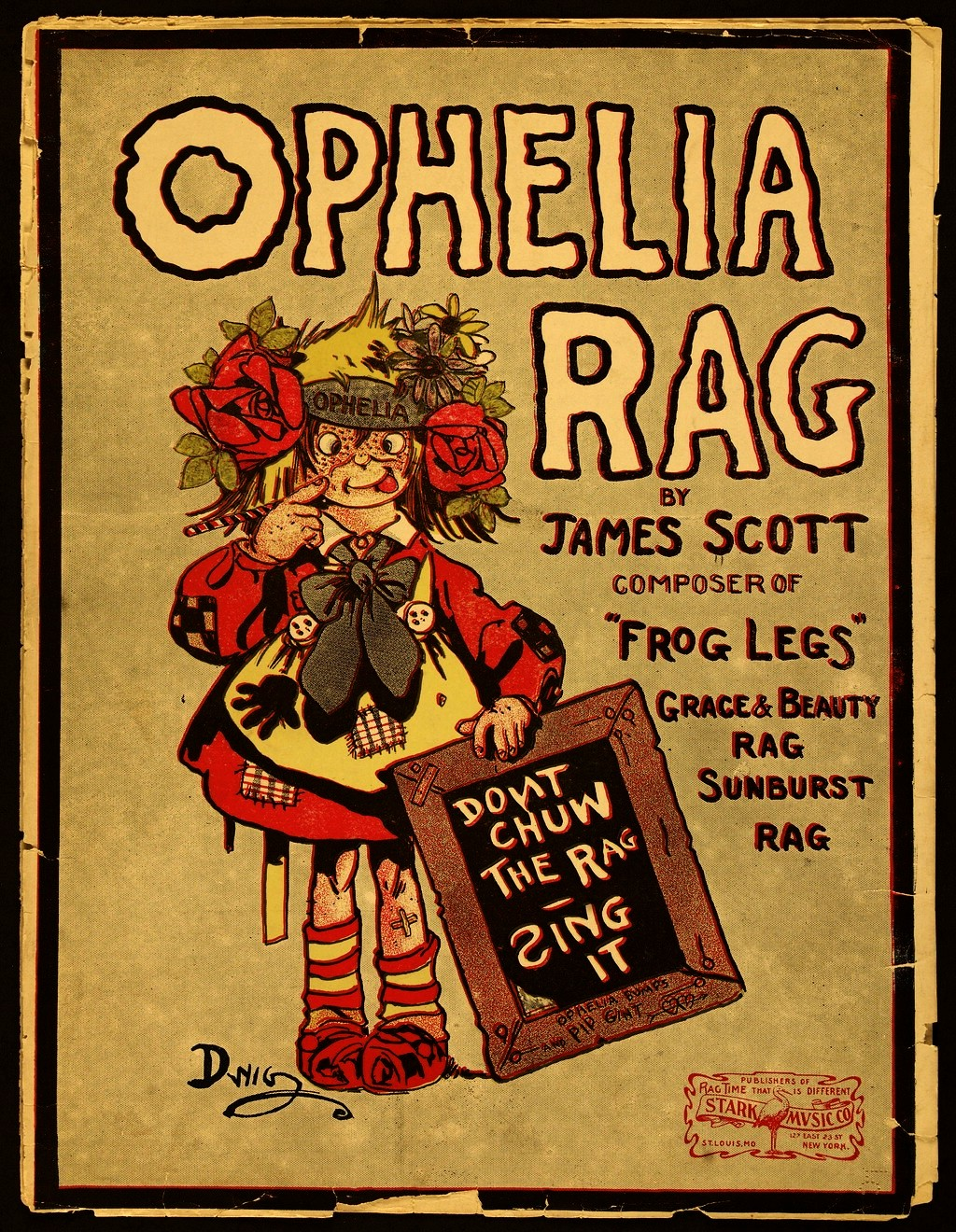
Ophelia Rag

James Sylvester Scott (Neosho, 1885. február 12. – Kansas City, 1938. augusztus 30.) amerikai ragtime-zongorista, zeneszerző.

## Pályakép
1901-ben családja a Missouri állambeli Carthage-ba költözött. A Lincoln High Schoolban tanult. 1902-ben Charles L. Dumars zeneboltjában kezdett dolgozni, ahol először ablakot mosott, majd zongorázott is, (beleértve saját darabjait). A zenéje iránti kereslet meggyőzte Dumarst, hogy 1903-ban kinyomassa Scott első kompozícióját (A Summer Breeze - March and Two Step). 1904-re Scott további két kompozíciója is megjelent (Fascinator March, On the Pike March). Ezeket bár jól eladták, de nem eléggé ahhoz, hogy Dumars üzleti életben maradjon. A cég hamarosan beszüntette a lemezkiadást.
A ragtimetörténészek elmesélik, hogy Scott 1905-ben  St. Louis-ba ment, hogy Scott Joplint flelkeresse. Megkérdezte, meghallgatná-e meg valamelyik kompozícióját. Joplin a darab hallatán bemutatta saját kiadójának. Stark egy évre rá a Frog Legs Rag a lemezsláger lett. Scott 1922-ig rendszeres munkatársa lett a Stark catalogue-nak.
1914-ben Scott a Missouri állambeli Kansas Citybe költözött. Feleségül vette Nora Johnsont. Zenét tanított és némafilmeket kísért a Panama Színházban. Élete utolsó éveiben Scott egy nyolctagú zenekart vezetett, és a környék  sörparkjaiban és mozijaiban játszottak. A hangosfilmek megjelenésével Scott elvesztette színházi munkáját. Egészsége megromlott, felesége meghalt. Unokatestvéréhez költözött Kansas Citybe. Továbbra is komponált és zongorázott. 
1938-ban, 52 évesen halt meg. A felesége mellé temették a Westlawn Cemetery-ben.
Ada Brown bluesénekesnő az unokatestvére volt.

## Lemezek
- Frog Legs Rag (1906)
- Grace and Beauty (1909)
- Hilarity Rag (1910)
- Ragtime Oriole (1911)
- Climax Rag (1914)
- Evergreen Rag (1915)
- Honey Moon Rag (1916)
- Prosperity Rag (1916)
- Victory Rag (1921)

| Frog Legs Rag: |
|                |

| Grace and Beauty: |
|                   |